# Comté de Crockett (Tennessee)
Pour les articles homonymes, voir Comté de Crockett.
Le comté de Crockett est un comté de l'État du Tennessee, aux États-Unis.